# Arctia separata
Arctia separata är en fjärilsart som beskrevs av Statt. 1934. Arctia separata ingår i släktet Arctia och familjen björnspinnare. Inga underarter finns listade i Catalogue of Life.